# Vigilante Shit (pjesma Taylor Swift)
"Vigilante Shit" je pjesma američke kantautorice Taylor Swift s njenog desetog studijskog albuma, Midnights (2022.). Pjesmu je napisala Swift, a producirali su je Swift i Antonoff. Skladba je mračna pop melodija s elementima industriala i hip hopa. Njegovu minimalističku produkciju pokreću trap ritmovi sastavljeni od pulsirajućih bubnjeva i laganog basa i elektroničkih tonova. Stihovi govore o noirish deklaraciji osvete, gađanju neprijatelja i poticanju drugih žena da učine isto.
Kritičari su hvalili "Vigilante Shit" zbog mračne, minimalističke produkcije; nekoliko recenzenata opisalo je njegovu temu osvete i njegovu produkciju pod utjecajem hip-hopa kao sofisticiraniji nastavak Swiftinog Reputation (2017.) albuma. U Sjedinjenim Državama pjesma je dosegla 10. mjesto na Billboard Hot 100; dodatno je ušao u Global 200 na devetom mjestu i dosegao Top 10 na glazbenim ljestvicama u Australiji, Kanadi, Grčkoj i na Filipinima. Bio je uvršten na set-listu Swiftine šeste glavne koncertne turneje, "The Eras Tour" (2023.–24.).

## Pozadina
Američka kantautorica Taylor Swift najavila je svoj deseti studijski album na dodjeli MTV Video Music Awards 2022. 28. kolovoza 2022. Kasnije je otkrila naziv albuma, Midnights, i naslovnicu albuma na društvenim mrežama, ali popis pjesama nije odmah otkriven.
21. rujna 2022., točno mjesec dana prije izlaska albuma, Swift je na platformi društvenih medija TikTok najavila kratku seriju od trinaest epizoda pod nazivom Midnights Mayhem with Me. Svrha serije je objaviti naslov pjesme svake epizode kotrljanjem lutrijskog kaveza koji sadrži trinaest ping pong loptica označenih brojevima od jedan do trinaest; svaka kuglica predstavlja stazu. 
U drugoj epizodi, objavljenoj 23. rujna 2022., Swift je najavila da će "Vigilante Shit" biti osma pjesma na albumu. Pjesma je, zajedno s ostatkom albuma, objavljena 21. listopada 2022. za izdavačku kuću Republic Records. "Vigilante Shit" je uvršten na set listu Swiftove šeste glavne koncertne turneje, "The Eras Tour" (2023.–2024.), kao dio Midnights akta. Izvedba je burleskni ples na stolici koji podsjeća na mjuzikl Chicago iz 1975.

## Tekstovi
U stihovnom smislu, "Vigilante Shit" je fantazija o osveti koju priča podrugljiva pripovjedačica koja regrutira bivšu ženu svog ljubavnika da se pridruži pripovjedačevoj zavjeri. Stihovi opisuju omotnicu uručenu bivšoj ženi koja sada vozi Mercedes-Benz svog bivšeg ljubavnika. Posljednji stih pjesme završava referiranjem na antagonistovu konzumaciju kokaina: "While he was doing lines / And crossing all of mine / Someone tell his white collar crimes to the FBI." Neki glazbeni kritičari teoretizirali su da su stihovi bili referenca ili na Swiftine svađe s reperom Kanyeom Westom ili talent menadžerom Scooterom Braunom, čija je kupnja mastera za njezinih prvih šest albuma izazvala raspravu s velikim publicitetom. "Vigilante Shit" opisana je kao izravniji odgovor na spor, nadovezujući se na njezine prethodne pjesme "My Tears Ricochet" i "Mad Woman", obje sa albuma Folklore (2020.). Različiti kritičari povukli su lirske paralele sa Swiftinim šestim studijskim albumom, Reputation (2017.), koji se snažno usredotočio na preispitivanje usmjereno na Swift i javne svađe s osobama poput Westa.

## Zasluge

### Snimanje
- Snimljeno u Rough Customer Studio, Brooklyn i Electric Lady Studios, New York City
- Miksano u MixStar Studios, Virginia Beach
- Masterirao u Sterling Soundu, Edgewater, New Jersey
- Izvedbu Evan Smith snimila je sama za Pleasure Hill Recording, Portland, Maine
- Nastup Dominika Riviniusa snimio je Ken Lewis u Neon Wave Studiju, Pirmasens, Njemačka

### Osoblje
- Taylor Swift – vokal, pisanje pjesama, produkcija
- Jack Antonoff – produkcija, inženjering, programiranje, sintisajzeri, udaraljke, juno 6, wurlitzer, Moog, snimanje
- Evan Smith – inženjering, sintisajzeri
- Dominik Rivinius – bubnjevi
- Laura Sisk – inženjering, snimanje
- Ken Lewis – inženjering
- Megan Searl – pomoćnica inženjera
- John Sher – pomoćni inženjer
- John Rooney – pomoćni inženjer
- Jonathan Garcia – pomoćni inženjer
- Serban Ghenea – miksanje
- Bryce Bordone – asistent miksanja
- Randy Merrill – mastering

## Ljestvice
| Ljestvice              | Najviša pozicija |
| ---------------------- | ---------------- |
| Australija             | 10               |
| Francuska              | 130              |
| Island                 | 17               |
| Južna Afrika           | 24               |
| Kanada                 | 9                |
| Luksemburg             | 24               |
| Mađarska               | 40               |
| Malezija               | 10               |
| Portugal               | 12               |
| SAD                    | 10               |
| Španjolska             | 63               |
| Švedska                | 41               |
| Švicarska              | 39               |
| Ujedinjeno Kraljevstvo | 9                |
| Vijetnam               | 18               |